# トム・フェルギー
トム・フェルギー（Tom Felleghy、ハンガリー語:Tamás Fellegi、1921年11月26日 - 2005年9月13日）ハンガリー出身のイタリアの俳優である 。彼は1958年以来100本以上の映画に出演。トーマス・フェルギー（Thomas Felleghy）とクレジットされることもある。

## 人物
ブダペストの生まれ。1960年代に活躍し、マカロニ・ウエスタンや戦争を舞台とした作品では軍人役として、数多くの作品に出演した。
2005年9月13日にイタリアのブラッチャーノで死去した。

## 出演作品
- 『ソドムとゴモラ』（1962年）
- 『放浪の剣豪』（1962年）
- 『真昼の用心棒』（1966年）
- 『復讐のガンマン』（1966年）
- 『南から来た用心棒』（1966年）
- 『夕陽の墓場』（1966年）
- 『荒野の落日 ガンマン非情』 For One Thousand Dollars Per Day （1966年、日本未公開）
- 『必殺のプロ・ガンマン』（1966年）
- 『必殺の二挺拳銃』Il pistolero segnato da Dio（1967年）
- 『残虐の掟』（1967年）
- 『荒野の金貨』 La più grande rapina del West （1967年、日本未公開）
- 『キラー・キッド』（1967年、日本未公開）
- 『地獄のノルマンディ』Hell in Normandy（1967年、日本未公開）
- 『ドルの両面』（1967年、未ソフト化）
- 『砂漠の戦場エル・アラメン』（1968年）
- 『戦場のアウトローロンメルを殺れ!!』 Uccidete Rommel （1969年、日本未公開）
- 『要塞』Hornets' Nest（1970年）
- 『新・さすらいの用心棒 ベン&チャーリー』（1971年、日本未公開）
- 『4匹の蝿』（1971年）
- 『ロス・アミーゴス』 Los amigos （1973年）
- 『栄光の北アフリカ戦線』（1973年、日本未公開）
- 『サロン・キティ』（1976年）
- 『ザ・ビッグバトル』 Il grande attacco （1978年、日本未公開）
- 『ナイトメア・シティ』（1979年、日本未公開）
- 『ザ・サラマンダー』（1979年、未ソフト化）
- 『Mr.レディMr.マダム2』（1980年）
- 『砂漠のライオン』（1981年）
- 『ブロンクスからの脱出』（1983年、日本未公開）

※中にはクレジットの無い作品もあった。